# Histoire de la Belgique au Moyen Âge
Cet article décrit l'histoire de la Belgique au cours du Moyen Âge.

## Les Francs

Le regnum francorum ou royaume commun des Francs à partir de 481 jusqu'à l'Empire carolingien à son apogée en 814

Après les grandes invasions du Ve siècle, la région devient le cœur du premier royaume franc, dont la capitale est Tournai. Vers l'an 500, Clovis, roi des Francs, reçoit le baptême, et abandonne Tournai pour Paris. La christianisation massive débute en 630, avec le soutien des moines celtes.
Sous l'impulsion des Pippinides puis des Carolingiens, la vallée de la Meuse devient le centre politique et économique de l'empire carolingien.
Après le règne de Charlemagne, le royaume franc connaîtra une période de divisions incessantes. Louis le Pieux avait conservé dans son intégralité l'héritage paternel ; mais dès 817, en associant son fils aîné, Lothaire, à la dignité impériale, il avait assigné aux puînés, Pépin et Louis, une part du territoire avec un rôle subordonné.
La naissance de Charles, qu'il eut de son second mariage avec Judith de Bavière, vint modifier ces premières dispositions ; en 829, il jette les bases d'un partage nouveau, auquel Lothaire refuse de souscrire. Mais le fils rebelle est vaincu et ne conserve que l'Italie. Le royaume franc proprement dit est attribué à ses trois frères. Pépin obtenait l'Aquitaine et la Francia occidentale. Louis avait le nord de l'ancienne Gaule et les pays d'Outre-Rhin, sauf l'Alémanie, qui était donnée à Charles, avec la Bourgogne et la Provence. La Belgique entière entrait dans le lot de Louis, sauf le Pagus Flandrensis, incluant Tournai, Bruges, et Gand.
Toutefois, la rivalité qui ne cesse d'exister entre Judith et ses beaux-enfants amène la crise de 833 : Louis le Pieux est déposé par ses fils. Lothaire s'empare du pouvoir souverain ; une nouvelle répartition du territoire écarte les prétentions de Charles : la Belgique, au moins jusqu'à la forêt Charbonnière, continue d'appartenir à Louis.
L'année suivante modifie profondément la situation : Louis et Pépin se rapprochent de leur père ; Lothaire est contraint de prendre la fuite ; le vieil empereur est restauré (1er mars 834), et, cédant à sa jeune épouse, il ne tardera guère à favoriser Charles par de nouvelles dispositions (assemblée d'Aix-la-Chapelle de 837) : il lui remet la Frise entière et tout le pays qui s'étend entre la Meuse et la Seine. La Belgique passait ainsi des mains de Louis à celle du fils de Judith, et Louis, mécontent, essaya de recourir à la force pour s'opposer à cet amoindrissement ; il n'y réussit pas.
Pépin était mort en 838, et l'empereur, se réconciliant avec Lothaire, opère un nouveau partage (Worms, 3 mai 839). Louis ne retenait que la Bavière. Lothaire recevait, outre l'Italie, la portion orientale du royaume franc ; Charles, la portion occidentale ; la ligne de séparation, coupant en deux parties inégales la Belgique, laissait à droite l'ensemble des pays mosellans, l'Ardenne, le Condroz, le duché ripuaire, en suivant la Meuse jusqu'à son embouchure.
Ces modifications incessantes troublaient profondément l'administration et ne laissaient guère s'enraciner les sentiments de fidélité dans le cœur des sujets. Ce fut bien pire à la mort de Louis le Pieux. Depuis le 20 juin 840 jusqu'à la conclusion du traité de Verdun (août 843), on vécut en pleine anarchie. Louis a envahi tous les pays allemands jusqu'au Rhin. Lothaire, qui prétend exercer l'autorité suprême dans le royaume entier, est défait à Fontenoy (25 juin 841) par ses frères qui, au mois de mars 842, se partagent son territoire. Le texte mutilé de Nithard nous apprend seulement que la Frise fut attribuée à Louis. Charles resta probablement maître de la plus grande partie de la Belgique.
Dans le courant de l'été 842, des négociations s'ouvrirent entre Lothaire et ses frères ; on lui offrait alors le pays entre le Rhin et la Meuse, la région qui s'étend des sources de la Meuse à celles de la Saône et le long de la Saône et du Rhône jusqu'à la mer Méditerranée. Des commissaires furent chargés de parcourir tout le royaume afin d'apprécier exactement l'étendue et la valeur proportionnelle des trois lots qu'on projetait ; ils furent d'avis qu'il y avait lieu d'ajouter à la portion de Lothaire la zone comprise entre la Meuse et la forêt Charbonnière.
C'est ainsi que l'on s'achemine vers les stipulations de Verdun. Mais dans l'intervalle les incertitudes avaient été très grandes.

### Le traité de Verdun
En août 843 est enfin conclu le traité de Verdun. Si ce traité a une importance exceptionnelle, ce n'est pas qu'il fût destiné, plus que tous les engagements précédents, à demeurer définitif ; la plupart de ses dispositions n'eurent qu'une durée éphémère, mais les circonstances firent que l'Escaut continua d'être une grande ligne de séparation, pendant des siècles, entre la France et l'Allemagne, tandis que le Rhin devint, dans toute l'acception du mot, un fleuve allemand.
Le royaume de l'empereur Lothaire, qui s'étendait de la Méditerranée, par l'Italie, la Provence, la Bourgogne, l'Alsace, jusqu'à la mer du Nord, était, en Belgique, borné à l'ouest par l'Escaut, à l'est par le Rhin. On n'avait retenu sur la rive gauche de ce fleuve, pour les donner à Louis, que trois pagi précieux pour leurs vignobles : Spire, Worms et Mayence (Nahegau). En échange, Lothaire obtenait la Frise tout entière, c'est-à-dire même la portion qui, à droite des bouches du Rhin, s'étendait jusqu'au Weser. Louis le Germanique recevait les territoires à l'est du Rhin (sauf cette partie de la Frise). Charles le Chauve, la France avec la Belgique jusqu'à l'Escaut.
Entre le royaume de Charles et celui de Lothaire, la limite, en partant du Cambrésis à l'ouest, courait entre les pagi du Hainaut, de Lomme, de l'Ardenne, le Castricius et le Mosomensis, le Dormois, le Verdunois, le Barrois et l'Ornois, qui appartenaient à Lothaire, et ceux du Vermandois, du Laonnois, du Porcien, du pays de Voncq, du Rémois, du Châlonnais, de l'Astenois, du Perthois, qui étaient à Charles. Cette frontière du Cambrésis à la Meuse coïncidait avec la ligne de faîte séparant les bassins de l'Escaut et de la Sambre de ceux de la Somme et de la Seine.
Abstraction faite des points déjà cités, les frontières orientales et occidentales dur royaume de Lothaire ne suivaient pas rigoureusement la rive des deux fleuves. Arras fut, par une concession gracieuse de Charles le Chauve, ajouté à la portion de Lothaire : il s'agissait surtout du monastère de Saint-Vaast, qui donnait des revenus abondants. En second lieu, le pagus de Cambrai, que traversait l'Escaut, ne fut pas sectionné, et la frontière, quittant le fleuve à Bouchain, suivit vers l'ouest la Sensée, qui séparait, en cet endroit, le diocèse de Cambrai de celui d'Arras. Le pays de Waes fit partie intégrante du royaume de Lothaire, quoique situé sur la rive gauche de l'Escaut. Les Quatre-Métiers (Axel, Hulst, Boekhoute et Assenede) ne furent point attribué à Charles et passa à Lothaire avec les îles de la Zélande.
Lothaire mourut le 29 septembre 855 ; il avait divisé son royaume entre ses trois fils. Ce fut Lothaire II qui obtint la partie septentrionale, le territoire entre la mer du Nord et le Jura, auquel s'attacha spécialement le nom de Lotharingie (Lotharii regnum). C’est au sein de ce territoire que se trouve la majorité de l’actuelle Belgique.
L'amour de Lothaire II pour Waldrade l'entraîna dans une lutte inégale contre la papauté, qui finit par le briser ; au mois d'août 866, désireux de s'assurer l'appui de son oncle Charles le Chauve, il lui avait restitué l'abbaye de Saint-Vaast, d'Arras.
Quand le malheureux roi de Lotharingie fut, le 8 août 869, emporté par la fièvre en Italie, Charles et Louis, ses deux oncles, se disputent ses États, qui s'étaient agrandis en 863 d'une partie de ceux de son frère, Charles de Provence, et, au mépris des droits du seul fils survivant de Lothaire Ier (Louis II, roi d'Italie), ils finissent par se les partager à Meerssen, sur la Meuse, en août 870.

### Le traité de Meerssen
Hincmar nous a transmis le texte des dispositions par lesquelles Louis et Charles se partageaient la région comprise entre l'Escaut et le Rhin. À Louis les sièges épiscopaux de Cologne, Trèves, Utrecht, Metz ; à Charles Liège, Toul, Verdun, Cambrai. La Meuse servait de ligne de démarcation depuis la frontière du pays frison jusqu'à Liège ; à cet endroit, la limite suivait l'Ourthe jusqu'à sa source (entre Bellain et Thommen), gagnait directement le Bidgau (à l'est de l'Our) et formait ensuite une ligne très irrégulière qui laissait à l'est Trèves, Thionville, Metz, à l'ouest Verdun et Toul.
Les pays limitrophes étaient :
- Dans la part de Charles le Chauve : la Frise occidentale (Zélande, y compris les Quatre-Métiers, Hollande méridionale et septentrionale, Texel, partie d'Utrecht), la Toxandrie, les parties du Maasgau inférieur et supérieur et du Liuhgau qui se trouvaient sur la rive gauche du fleuve, la Hesbaye, le Condroz (même la portion à droite de l'Ourthe, qui, exceptionnellement, lui avait été attribuée), la moitié de l'Ardenne, Arlon, la Woëvre, la Charpeigne, Toul, le Barrois, et peut-être l'un des deux Ornois.
- Dans la part de Louis le Germanique : la Frise moyenne, le Teisterbant, la Betuwe, le comté hattuaire, les portions des deux Maasgau et du Liuhgau de la rive droite, la moitié de l'Ardenne (avec Prüm et Stavelot), le Bidgau (Trèves), le Saargau, le comté mosellan, le Saulnois (Château-Salins), le Chaumontois, le Saintois, le Soulossois, l'Ornois[15].

Le traité de Meerssen donnait ainsi aux Carolingiens de France la plus grosse part de la Belgique ; mais dix ans plus tard, la situation était renversée. Les deux fils de Louis le Pieux étaient morts : Louis le Germanique le 4 août 876, Charles le Chauve le 6 octobre 877. L'héritage de Louis le Germanique avait passé à ses fils, Carloman, Louis (le Jeune) et Charles (le Gros). Dès 865, le roi avait jeté les bases d'un partage dont il précisa l'application à Forchheim, en mars 872, c'est-à-dire après les nouvelles acquisitions que lui avait valu le traité de Meerssen.
Néanmoins, cette région d'entre Rhin et Meuse demeura d'abord indivise. Charles le Chauve avait élevé des prétentions sur la Lotharingie entière et même sur les trois pagi de Worms, de Spire et de Mayence, qui, depuis 843, avaient appartenu au royaume oriental. En septembre 876, il s'était avancé jusqu'à Aix et Cologne ; mais le 8 octobre, Louis le Jeune lui avait infligé une défaite sanglante à Andernach.
Les trois fils de Louis le Germanique se réunirent dans le Riessgau (environs de Nördlingen, en Bavière) et résolurent de se partager équitablement la zone lotharingienne. En 878, Carloman, qui avait occupé l'Italie et voulait la garder à lui seul, déclara renoncer à son lot. Charles le Gros conserva l'Alsace. Le restant du pays fut dévolu à Louis le Jeune, maître en même temps de la Saxe, de la Thuringe et de la Franconie.
Le 1er novembre, Louis le Jeune se rencontra à Fourons (province de Limbourg, entre Visé et Aix-la-Chapelle) avec son cousin Louis le Bègue, qui, l'année précédente, avait succédé à Charles le Chauve. Les deux rois convinrent d'observer les traités antérieurs et de réprimer les infractions que pouvaient y avoir faites les grands de part et d'autre.
Mais la mort inopinée de Louis le Bègue (10 avril 879) amena de nouvelles complications ; quelques-uns de ses conseillers, l'abbé-chancelier Gozlin et le comte de Paris, Conrad, refusèrent de reconnaître ses jeunes fils, Louis III et Carloman, et ils invitèrent le roi de Francia orientalis à prendre possession du pays.
Louis le Jeune se mit en marche par Metz et Verdun et, dans l'impossibilité où ils étaient de lui opposer une résistance efficace, les grands demeurés fidèles aux princes préférèrent abandonner à l'agresseur la partie occidentale de la Lotharingie (été de 879). De cette manière, tout le royaume de Lothaire II et par conséquent la Belgique du Rhin à l'Escaut se trouva rattaché à l'Allemagne.
Une seconde expédition de Louis le Jeune, que la reine Liutgarde poussait à réclamer davantage, n'aboutit à aucun résultat. Le traité de Ribemont (février 880) confirma les arrangements de l'année précédente.
Le marquisat de Flandre demeurait aux fils de Louis le Bègue, qui, cette même année (880), procédèrent à un partage. Louis III reçut la partie de la Francie qui subsistait de l'héritage paternel, mais il succomba dès le 5 août 882, et son frère Carloman, qui avait réuni tout l'héritage paternel, ne lui survécut que de deux ans (12 décembre 884). Le dernier descendant mâle de Charles le Chauve était alors un fils posthume de Louis le Bègue, Charles le Simple, qui n'avait encore que cinq ans. Il était né le 17 septembre 879.
Dans le royaume oriental, deux des fils de Louis le Germanique venaient aussi de disparaître : Carloman, le 22 mars 880, Louis le Jeune, le 20 janvier 882. Il ne restait que le troisième, Charles le Gros, qui reçut en mai 882, à Worms, l'hommage des grands d'Allemagne, et fut, en outre, au mois de juin 885, proclamé roi de France à Ponthion. Mais sa faiblesse, son incapacité au milieu des périls dont les Normands qui menaçaient l'Europe centrale, provoquèrent sa déposition (Trebur, novembre 887). Les destinées des deux royaumes entre lesquels la Belgique était divisée tendirent alors de plus en plus à se séparer.

## Période féodale

### Le sort de la Lotharingie
Après la mort, en 888, de Charles le Gros, dernier empereur carolingien à avoir gouverné l’entièreté de l’Empire, ce dernier se divise en nombreux royaumes dont les rois élus sont presque tous non-carolingiens : Francie Occidentale, Haute et Basse Bourgognes, Italie ; seule la Germanie garde pour toi un carolingien, Arnulf de Carinthie. Celui-ci donne en 895 son fils Zwentibold le gouvernement de la Lotharingie avec titre de roi, mais ce dernier meurt en 900 face à des nobles révoltés.
En France, les Robertiens qui ont remplacés les carolingiens en 888, sont en difficulté dès 893 : l'archevêque Foulques de Reims cherche à lui opposer l'héritier légitime, Charles le Simple, qui invoque l'appui d'Arnulf ; il a avec lui une entrevue à Worms, à la suite de laquelle le roi de Germanie ordonne aux comtes et aux évêques de la région mosane de lui prêter leur appui. Mais, la velléité d'intervention d'Arnulf n’est que passagère et l’instabilité continue en France entre Charles et Eudes, bien qu’en 896, Eudes propose un arrangement à Charles.
À cette période se forment et se renforcent des principautés en France comme notamment  le Vermandois, le Valois, le Laonnois ou la Flandre, qui depuis Baudoin Ier, s’est fortement affirmée.
Finalement, à la mort d'Eudes (1er janvier 898) Charles entre en possession du trône. Immédiatement, il revendique la Lotharingie ; en juin, il envahit le pays, soutenu par Régnier et d'autres mécontents ; il s'avance jusqu'à Aix et Nimègue, et oblige Zwentibold à prendre la fuite ; mais ce succès est momentané : en octobre, Charles rentre dans son royaume et conclut la paix l'année suivante.
Charles le Simple reprend en 911, lors de l'extinction des Carolingiens d'Allemagne, la tentative d'annexer le pays jusqu'au Rhin. Cette fois, la majorité des Lotharingiens et, à leur tête, les Régnier favorisent son entreprise. Pendant les années qui suivent, il est le maître de la région.
Conrad de Franconie, qui occupe le trône d'Allemagne depuis le mois de novembre 911 jusqu'au 23 décembre 918, a essayé de reconquérir les territoires que Charles avait enlevé à son royaume ; mais ses trois expéditions, en 911 et 912, demeurent stériles.
Henri Ier de Saxe, qui succède à Conrad (mai 919 – 2 juillet 936), aura la chance d'être soutenu par Gislebert, fils de Régnier, qui s'est brouillé avec Charles. Néanmoins sa première tentative échoue (en 920), et, bien que les hostilités continuent durant l'année suivante entre le roi de France et quelques-uns de ses vassaux lotharingiens, une entente s'établit entre les deux rois. Ils se donnent rendez-vous sur le Rhin, le 7 novembre 921, à la hauteur de Bonn, et accompagnés d'un cortège nombreux de fidèles, ils se jurent solennellement amitié sans qu'il soit fait allusion à aucun abandon de territoire. Charles le Simple est donc demeuré en possession de la Lotharingie entière.
Peu de temps après surgit un nouveau prétendant au trône de France, le marquis Robert, frère du roi Eudes ; ses partisans, parmi lesquels figure Gislebert, fils de Régnier, lui décernent la couronne le 29 juin 922. L'attitude de Henri Ier à l'égard de Charles ne tarde pas à se modifier. Au commencement de 923, Henri et Robert tinrent à leur tour une conférence sur la Roer, qui eut pour résultat l'abandon de Charles. C'était la rupture du traité de Bonn.
Robert remporte le 15 juin sur Charles la victoire de Soissons, et le Carolingien vaincu tombe entre les mains du comte Héribert II de Vermandois, dont Robert avait épousé la sœur Béatrice. Il meurt en captivité, en 929.
Cependant la bataille de Soissons a coûté la vie à Robert lui-même. C'est son gendre Raoul de Bourgogne qui occupera le trône du 13 juillet 923 au 14 janvier 924. Raoul réussit partiellement à se faire reconnaître par les Lotharingiens. Mais dès la fin de 923, Henri Ier, dans une première expédition, se met en possession de la partie orientale du pays, et, deux ans plus tard, il obtient la soumission de la Lotharingie entière. L'autorité des rois d'Allemagne s'étend à nouveau jusqu'à l'Escaut. Cette situation ne subira plus de modification essentielle durant tout le Moyen Âge.
Les derniers Carolingiens de France tentèrent cependant à plusieurs reprises de reprendre la frontière du Rhin. C'est d'abord Louis IV, le fils de Charles le Simple, qui, à la mort de Raoul de Bourgogne, avait été rappelé par Hugues le Grand lui-même. Dès 938, Louis noue des relations avec les vassaux turbulents de la Lotharingie ; il envahit le pays. Otton, fils et successeur de Henri Ier, doit, à plusieurs reprises, lui opposer ses forces. Vers la fin de l'année 942, le traité de Visé réconcilie les deux adversaires. Louis IV renonce à ses prétentions.

### La Division de la Lotharingie
Dès cette époque, la confiance des rois saxons s'attache de préférence aux chefs de l'Église. Ainsi, Otton Ier décide d'unir dans les mêmes mains la dignité d'archevêque de Cologne et celle de duc de Lotharingie au profit de son jeune frère Bruno, en 953, cette double mission. Il s'en acquitte avec autant de tact que de vigueur, pacifiant le pays, brisant impitoyablement les résistances et sachant rallier autour du trône des serviteurs dévoués. Il mate notamment les Régnier et leur confisque leurs terres.
Ces événements provoquent des réformes importantes. Dès le mois de juin 958, Otton Ier se rend à Cologne, pour discuter avec Bruno et les grands demeurés fidèles, et prendre des dispositions pour pacifier le pays.
Quelques seigneurs qui voyaient avec déplaisir la rigueur déployée par Bruno tentent alors de se soulever. Immon, ancien vassal de Giselbert, en fait partie. Ils protestent contre les exigences du duc, qui prétend raser des forteresses nouvellement édifiées et imposer aux grands des charges inusitées. C'est cet incident qui poussa Bruno à déléguer, en 959, une part de son autorité à deux nobles lotharingiens : 
- Frédéric, comte de Bar, fils du comte Wigéric et frère d’Adalbéron de Metz, en Haute-Lotharingie ;
- Godefroid, comte de Hainaut, fils du comte Godefroid, en Basse-Lotharingie.
Ce territoire-ci couvre environ les Pays-Bas, la Rhénanie, le Luxembourg et la Belgique (sauf la Flandre qui est dans le royaume de France).
Sous le règne d'Otton II (973-983), Lothaire, fils de Louis IV, complote une nouvelle agression ; la tentative qu'il fait, en 978, pour surprendre à Aix-la-Chapelle l'empereur en personne, a pour conséquence l'envahissement de la France par l'armée allemande et le siège de Paris. En 980, Lothaire conclut avec Otton II le traité de Margut, qui opère en faveur de l'Allemagne une rectification de frontière. Depuis 925 probablement la Chiers avait formé la limite entre les deux royaumes. À Margut, les pagi Castricius et Mosomensis, conservés au Xe siècle par les rois de France, furent en grande partie rétrocédés à l'Allemagne. La Meuse servit alors de ligne séparative depuis un point situé au-dessus de Revin jusqu'à Mézières ; en amont de cette ville, la frontière s'écartait sensiblement du fleuve et laissait à l'empire une portion du Castricius, le Mosomensis et le Dulmensis tout entiers.
Après l'avènement d'Otton III, Lothaire, malgré l'abandon qu'il avait fait à Margut de ses droits sur la Lotharingie, reprit les armes et il réussit à s'emparer de Verdun (985) que deux ans plus tard son fils Louis V restitua au roi allemand (987). De plus, les premiers Capétiens ne purent penser à faire revivre sur la Lotharingie les prétentions de la dynastie carolingienne.
À la fin du Xe siècle, la Basse-Lotharingie s'étend de l'Escaut jusqu'aux frontières de la Saxe et de la Hesse ; au nord, elle est bordée par la Frise, et au sud, par la Haute-Lotharingie, c’est-à-dire la futures Lorraine. En sein de ce duché se développent et s’émancipent progressivement des fiefs, comtés et seigneuries, tels les duchés de Brabant, de Limbourg, de Luxembourg, les comtés de Hainaut et de Namur, la Principauté de Liège. Le royaume de France voit quant à lui émerger le puissant comté de Flandres dès la fin du IXe siècle, avec Baudoin Ier. Ainsi, la Basse-Lotharingie et la Flandre couvrent plus de l’entièreté du territoire belge actuel, et dès cette époque y sont posées les bases des structures féodales qui influenceront l’histoire de la Belgique, jusqu’à l’annexion par la République Française en 1793.

## Le développement des villes
À partir du Xe siècle, les villes commencent à se développer, principalement dans le comté de Flandre et en pays mosan. L'industrie de la laine se développe elle aussi, et plus tard, le commerce maritime, avec la ligue hanséatique. La région devient l'un des cœurs de l'économie européenne, avec l'Italie. Les laines sont importées d'Angleterre, avec laquelle se tissent des liens qui compteront pendant les conflits entre Capétiens et Plantagenêt.
Les principales villes sont alors, à l'ouest, Bruges, Gand, Ypres et Tournai, et en pays mosan, Huy, Namur, Dinant et Liège. L'urbanisation de la future moyenne Belgique est plus lente, seule Nivelles présente au Xe siècle un caractère urbain. Situées plus à l'intérieur du pays, les autres villes brabançonnes comme Bruxelles, Louvain et Malines, attendent la fin du Xe siècle pour s'étendre. À cette époque, les affluents de l'Escaut sont navigables et le trafic commercial entre la Meuse et le Rhin augmente.
Jusqu'en 1300, l'essor des villes est alimenté par une conjoncture économique favorable. Une deuxième enceinte s'avère souvent nécessaire. Cette expansion est freinée au XIVe siècle par de nombreuses crises et épidémies de peste. Le nombre de citadins stagne ou recule. La plupart des villes ne retrouvent leur niveau de population de l'an 1300 qu'au XIXe siècle.
À partir de la fin du XIIIe siècle plusieurs batailles ont lieu entre le roi de France et les communes de Flandre, les comtes étant tantôt d'un côté, tantôt de l'autre. La garnison française à Bruges est massacrée lors de la révolte des Mâtines de Bruges le 18 mai 1302, et l'ost royal est écrasé par les milices communales à la bataille de Courtrai, dite des éperons d'or le 11 juillet de la même année. Cette bataille est aujourd'hui considérée comme la naissance de la nation flamande, bien que la Flandre actuelle et le comté de Flandre de l'époque ne se recouvrent que partiellement. Philippe Le Bel obtiendra sa revanche à la bataille de Mons-en-Pévèle le 18 août 1304.